# Miramar Misiones
Der Club Sportivo Miramar Misiones, kurz Miramar Misiones (Spitznamen: Cebritas, Monitos, Milrayitas), ist ein Fußballverein aus Montevideo in Uruguay.
Der Sitz des Klubs befindet sich in der Avenida Rivera 3377 im Barrio Villa Dolores. Seine Heimspiele trägt der Verein im 6000 Zuschauer fassenden Parque Luis Méndez Piana aus. Dieser ist nach dem Eigentümer des Spielfeldes benannt, der zu den Pionieren des ursprünglichen Vereins Misiones zählte und das nunmehr dem neugeschaffenen Gesamtverein zur Verfügung steht.

## Geschichte
Am 25. Juni 1980 entstand aus der Fusion der beiden Vereine Club Sportivo Miramar und Misiones Football Club der heutige Verein Miramar Misiones. Der Misiones Football Club wurde bereits am 26. März 1906 gegründet. Gründungsort war dabei das Conventillo „Muchas Puertas“ im montevideanischen Nuevo Pocitos (Ecke Rivera/Pereira). Dieser Verein trat in der rot-schwarzen Farbe der Anarchisten mit breiten Querstreifen auf den Vereinshemden im Ligabetrieb der AUF an. Das Gründungsdatum des Club Sportivo Miramar fällt auf den 17. Oktober 1915. Der Name des letzteren, im Parque de las Espinas gegründeten Vereins mit den Trikot-Vereinsfarben weiß mit schwarzen Streifen wurde in Anlehnung an einen benachbarten Krämerladen gewählt. Er trat zunächst in der angelsächsischen Liga an, schloss sich sodann aber der Federación Uruguaya während der Abspaltung von 1922 bis 1925 an. Bevor es 1980 zur Fusion der beiden Vereine kam, hatte der Club Sportivo Miramar sich 1976 kurzzeitig mit Albion zu Albion-Miramar zusammengeschlossen. Nachdem man unter dieser Bezeichnung zunächst in der damaligen Primera B antrat, erfolgte wenige Monate später bereits die Auflösung dieser Verbindung.

### Kurioses
- Am 1. Oktober 1942 kam es beim Aufeinandertreffen der Vereine Colón und Misiones, das 2:2 endete, in der Zweiten Liga (Campeonato Uruguayo de Primera Divisional „B“) zu einem Spielabbruch in der 78. Minute, da kein Ball mehr zur Verfügung stand. Die restlichen zwölf Minuten wurden am 18. Oktober 1942 nachgeholt, am Endergebnis änderte sich jedoch nichts mehr.

- Am 7. Dezember 1952 konnte Miramar einen in der Vereinsgeschichte historischen 10:3-Sieg gegen Artigas in der Zweiten Liga (Campeonato Uruguayo de Primera Divisional „B“) bejubeln.

### Erfolge
1942 und 1953 wurde der Vorgängerverein Miramar jeweils Zweitligameister, während 1974 Misiones die Meisterschaft der Dritten Liga feiern durfte. 1971 war Miramar gemeinsam mit Central Español, Fénix und Racing Teilnehmer einer Play-off-Runde, in deren Folge man jedoch in der Zweiten Liga verblieb, während Central Español seinen Platz in der Ersten Liga verteidigen konnte und Racing von dort in die Segunda División abstieg. 1979 dagegen war Miramar in einer Relegationsrunde, an der Liverpool und La Luz teilnahmen, erfolgreicher und stieg auf Kosten von Liverpool in die Primera División auf, während La Luz in der Zweiten Liga verblieb. Nach der Fusion folgte im Jahr 1986 erneut der Meistertitel in der 2. Liga unter Trainer Héctor Salvá. Zum Kader der damaligen Meistermannschaft zählten die folgenden Spieler:
- Torhüter: Mario Viera, Marcial Martinez
- Feldspieler: Danny Garcia, Miguel Fonseca, Sergio Gradin, Tomas Lima, Raul la Vega, Javier Ortiz, Julio de Souza, Carlos Laje, Daniel López, Daniel Hernandez, Luis Duarte, Jorge Bettinelli, Miguel Olivera, Oscar Suarez, Rafael Imerso, Jose L. Cardozo, Leandro Barboza, Jorge de Souza

Die Saison 2009/10 schloss Miramar Misiones als Tabellenzweiter der Segunda División ab, was den Aufstieg zur Folge hatte. In der Saison 2010/11 spielte der Klub daher in der Ersten Liga Uruguays. Zwischenzeitlich war man wieder zweitklassig, stieg jedoch als Gewinner der Play-offs zur Spielzeit 2013/14 wieder in die Primera División auf. Die Trainerposition besetzte in der Erstligasaison der Aufstiegstrainer Luis Duarte. Nach dem sechsten Spieltag wurde er durch Gonzalo De los Santos ersetzt. In der Saison 2013/14 belegte man schließlich jeweils den 15. Platz in der Apertura und der Clausura. In der Jahresgesamttabelle rangierte man auf dem 16. und somit letzten Tabellenplatz. Dies bedeutete in der saisonübergreifend berechneten Abstiegswertung für den Klub zur kommenden Spielzeit 2014/15 die unmittelbare Rückkehr in die Zweitklassigkeit.

## Trainerhistorie
- 1979 (Miramar): Ángel Traverso[5]
- 1996: Roland Marcenaro
- mind. 2002 bis 2003: Roland Marcenaro
- Juli 2007 bis 12. November 2007: Beethoven Javier
- 3. März 2008 bis 24. Mai 2010: Adán Machado[6]
- Mitte 2010 bis 15. November 2010: Roland Marcenaro
- November 2010 bis Juni 2011: Carlos Laje[7]
- Apertura 2011: Carlos Manta[8]
- bis 6. Spieltag Apertura 2013: Luis Duarte[9]
- Oktober 2013[10] bis 23. Februar 2014[11]: Gonzalo de los Santos
- Februar 2014 bis Oktober 2014: Daniel Sánchez[12]
- Oktober 2014 bis Januar 2016: Carlos María Morales[13][14]
- seit Juni 2016: Fernando Álvez

## Bekannte ehemalige Spieler
- Juan Carlos Calvo
- William Castro
- Sebastián Fernández
- Pablo Granoche
- Diego Meijide
- Dagoberto Moll
- Agenor Muñiz
- Álvaro Pereira
- Ignacio Risso
- Fabián Yantorno